# Castillo de Swords

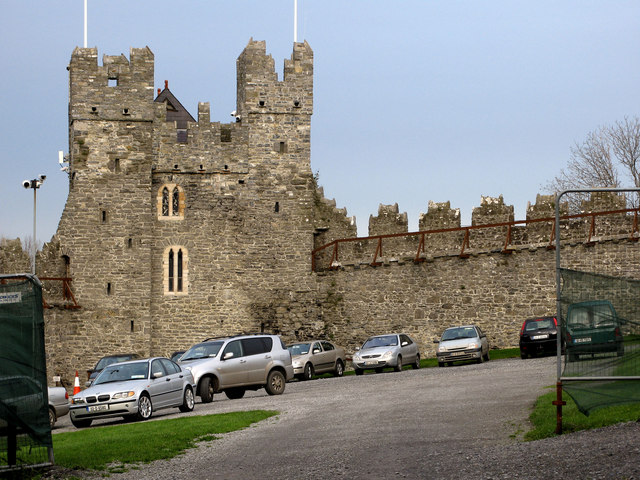
Torre de Constable, Swords Castle

El Castillo de Swords (Swords Castle en inglés) es un castillo situado en Swords, justo al norte de Dublín, en el condado de Fingal, Irlanda. Fue construido como una residencia señorial del arzobispo de Dublín alrededor del año 1200 o algo más tarde. 
Nunca fue un castillo importante en el sentido militar, pero cubría una extensa área amurallada pentagonal de unos 6.000 m² con una torre en el norte, probablemente la residencia del condestable, y una impresionante puerta de entrada en el sur. El celador podría haber ocupado el cuarto a la izquierda de la puerta, mientras que a la derecha se encontraba la habitación del portero con la habitación del sacerdote arriba. La capilla adjunta, construida a finales del siglo XIII, probablemente fue usada como el oratorio probado del arzobispo.
Otros edificios, documentados en una investigación en 1326 y que ya no existen, incluían el gran vestíbulo en el lado este del claustro. El arzobispo abandonó Swords cuando en 1324 se construyó un nuevo palacio en Tallaght -un traslado que sin duda se vio reforzado por los continuos daños sufridos por el edificio durante la campaña de Roberto I de Escocia en Irlanda en 1317. Las almenas escalonadas sugieren algún tipo de ocupación durante el siglo XV, pero en 1583, cuando fue ocupado brevemente por protestantes neerlandeses fue descrito como "el viejo castillo totalmente expoliado". En el siglo XIX fue usado como jardín y vendido cuando la Iglesia de Irlanda fue separada del estado.